# Réaumur (Vendée)
Réaumur település Franciaországban, Vendée megyében. Lakosainak száma 861 fő (2022. január 1.). Réaumur Cheffois, La Meilleraie-Tillay, Menomblet, Montournais, Saint-Pierre-du-Chemin, Tallud-Sainte-Gemme és Mouilleron-Saint-Germain községekkel határos.

## Népesség
A település népessége az elmúlt években az alábbi módon változott:
| Lakosok száma | 828  | 818  | 878  | 864  | 863  | 862  | 862  | 859  | 861  |
|               | 2013 | 2015 | 2016 | 2017 | 2018 | 2019 | 2020 | 2021 | 2022 |